# Ічем (озеро)
Ічем (англ. Lake Eacham, місцева назва Yidyam або Wiinggina) — вулканічне озеро в штаті Квінсленд, Австралія.
Ічем — колишній стратовулкан. Сильно зруйнувався при потужному вибуху 18 750 років тому. Останнє виверження датується 1292 роком.